# Beizen (Holz)
Unter Beizen versteht man in der Holzbearbeitung die Behandlung der Oberfläche mit einer als Beize bezeichneten chemischen Lösung. Ziel der Beizung ist in erster Linie die Veränderung des Farbtones, allerdings kann diese auch zum Schutz der Oberfläche gegen Schimmel dienen.

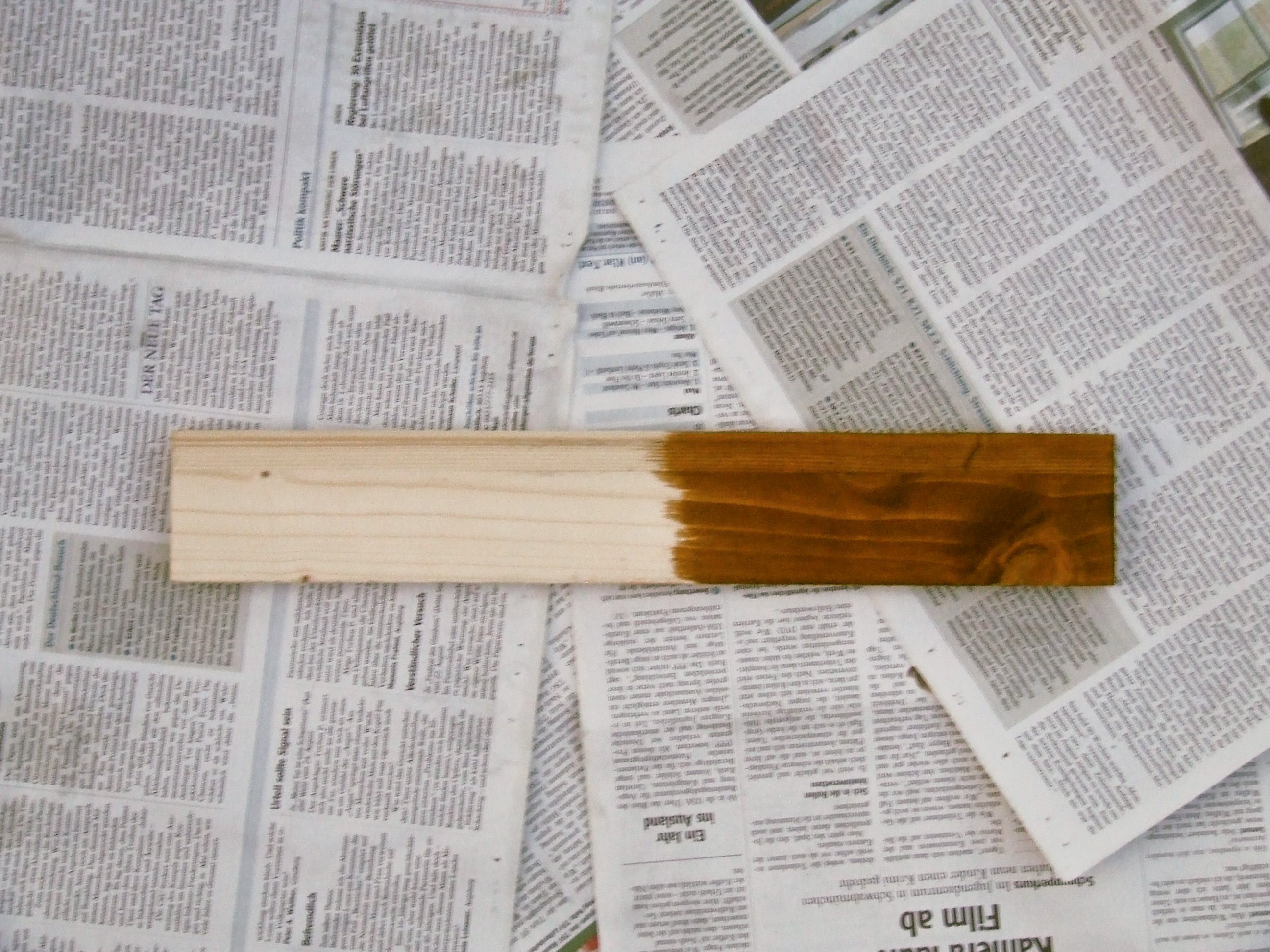
Rohes Fichtenholz, die rechte Hälfte gebeizt in „Eiche mittel“

## Zielsetzung
Das Beizen von Holzoberflächen kann mit unterschiedlicher Zielsetzung erfolgen:
- Betonung bzw. Verstärkung des natürlichen Farbtons
- Änderung des Farbtons
- Betonung von Kontrasten in der Holzmaserung
- Angleichung bzw. Egalisierung des natürlichen Farbtons
- Angleichung bzw. Egalisierung von Farbtönen unterschiedlicher Holzarten

Für das Entfernen bereits aufgetragener Anstrichmittel (z. B. Lacke und Farben) wird dagegen Abbeizmittel verwendet.

## Verfahren
Bei der Holzbearbeitung werden zwei Hauptverfahren verwendet: Farbstoffbeizen und chemisches Beizen.
Beim Farbstoffbeizen werden pulverförmige oder flüssige Farbpigmente in einer geeigneten Lösung auf die Oberfläche aufgebracht und ziehen in das Holz ein. Da mehr Farbe in die weicheren Teile des Holzes einzieht, erscheint die Maserung hinterher als Negativ. Man unterscheidet weiter in Wasserbeizen und alkohollösliche Beizen (Spiritusbeizen).
Beim chemischen Beizen kommt es zu einer chemischen Reaktion mit den Inhaltsstoffen der Beize und dem Holz. Da das gerbstoffreichere härtere Spätholz mehr Beize chemisch bindet als das weichere Frühholz, bleibt die Maserung als Positivbild erhalten. Bei geeigneter Wahl des Beizmittels kann das Holz nicht nur abgedunkelt, sondern auch in einer Vielzahl von Tönen gefärbt werden.

## Kombinationsbeizen
Räucherbeizen: Bewirkt eine sehr gute Porenbeizung und betont sehr gut die Markstrahlen (positives Beizbild), die Färbung ist aber nicht ganz lichtecht. Ein bekanntes Beispiel ist die Räuchereiche.
Bleichbeizen: Durch gleichzeitiges Auftragen einer peroxidbeständigen Beize und Wasserstoffperoxid werden natürliche Farbstoffe ausgebleicht und dem Holz ein künstlicher Farbstoff zugeführt, womit eine wesentlich höhere Lichtbeständigkeit erreicht wird.
Verwendet werden Bleichbeizen vorwiegend für nicht farbstabile Hölzer, wie zum Beispiel Wenge, Mansonia und amerikanische Nuss.

## Verarbeitung
Zum Beizen muss das Holz vorbehandelt werden. Da sich durch die wässrige Beize die Holzfasern aufrichten, wird für eine glatte Oberfläche das Holz vorab gewässert und nach dem Trocknen fein nachgeschliffen.
Anhaftende Schleifstaubreste entfernt man mit Bürsten, die mit Bronzedraht oder einem Mischbesatz aus Bronzedraht und Fibre besetzt sind. Eventuell vorhandene Leimreste, „Querschleifer“ oder Ähnliches werden beim Beizen sofort deutlich sichtbar.
Die gebeizte Oberfläche muss auf jeden Fall mit Hilfe einer Lackierung bzw. Lasierung vor Beschädigung geschützt werden. Je nach verwendetem System zur Behandlung der Oberfläche verändert sich der Farbton der Fläche erneut (im Fachjargon wird dieser Effekt „Anfeuern“ genannt).
Es empfiehlt sich, vor dem endgültigen Beizen und Lackieren der Fertigteile Beizmuster aus dem zu beizenden Material anzufertigen und diese dem kompletten Ablauf der Oberflächenbehandlung zu unterziehen.
Beize dringt in die Oberfläche ein, es ist keine oberflächliche Schicht, die abplatzen könnte, tiefere kleine Beschädigungen können nachgefärbt werden.